# Patsy Mink

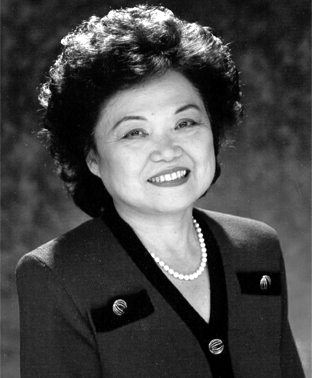
Patsy Mink

Patsy Takemoto Mink (* 6. Dezember 1927 in Pāʻia, Maui County, Hawaii; † 28. September 2002 in Honolulu, Hawaii) war eine US-amerikanische Politikerin. Zwischen 1965 und 1977 sowie 1990 und 2002 vertrat sie zweimal den Bundesstaat Hawaii im US-Repräsentantenhaus.

## Frühe Jahre
Bis 1944 besuchte Patsy Mink, geborene Takemoto, die Maui Highschool und dann bis 1946 das Wilson College in Chambersburg (Pennsylvania). In den folgenden Jahren studierte sie an der University of Nebraska, der University of Hawaiʻi und der University of Chicago. An letzterer machte sie 1951 ihren juristischen Abschluss. Danach praktizierte sie als Rechtsanwältin. Gleichzeitig lehrte sie zwischen 1952 und 1981 mit Unterbrechungen an der University of Hawaii Jura.

## Politische Laufbahn
Mink wurde Mitglied der Demokratischen Partei. Im Jahr 1955 wurde sie juristische Vertreterin des territorialen Repräsentantenhauses von Hawaii. Von 1956 bis 1958 war sie selbst als Abgeordnete Mitglied dieses Gremiums und zwischen 1958 und 1959 gehörte sie dem letzten territorialen Senat an. Von 1962 bis 1964 war sie Mitglied des Staatssenats. In den Jahren 1960, 1972, 1980 und 1984 war sie Delegierte auf den jeweiligen Democratic National Conventions. Bei den Kongresswahlen des Jahres 1964 wurde sie für den ersten Wahlbezirk von Hawaii als Nachfolgerin von Thomas Ponce Gill in das US-Repräsentantenhaus gewählt. Nach einigen Wiederwahlen konnte sie dieses Mandat zwischen dem 3. Januar 1965 und dem 3. Januar 1977 ausüben. Im Kongress war sie an der Ausarbeitung des neunten Zusatzes zum Bildungsgesetz (Article IX of the Education Ammendments) maßgeblich beteiligt. Im Jahr 1976 hatte sie auf eine erneute Kandidatur verzichtet. Dafür bewarb sie sich erfolglos um die Nominierung ihrer Partei für einen Sitz im US-Senat.
Von 1977 bis 1978 arbeitete sie unter Präsident Jimmy Carter für das US-Außenministerium. Dort war sie als Staatssekretärin (Assistant Secretary of State) für ozeanische und internationale Umwelt- und Forschungsangelegenheiten zuständig. Zwischen 1983 und 1987 war Mink Mitglied im Stadtrat von Honolulu und seit 1985 dessen Vorsitzende. Im Jahr 1990 wurde sie nach dem Wechsel von Daniel Akaka in den US-Senat für den zweiten Wahlbezirk in das US-Repräsentantenhaus nachgewählt. Dieses Mandat übte sie seit dem 22. September 1990 nach mehreren Wiederwahlen bis zu ihrem Tod im September 2002 aus. Auch die Wahlen des Jahres 2002 hatte sie posthum gewonnen. Ihr Nachfolger wurde dann Ed Case, der in einer Nachwahl im Januar 2003 gewählt wurde.
Patsy Mink war mit John Mink verheiratet, mit dem sie eine Tochter hatte. 2014 wurde sie postum mit der Presidential Medal of Freedom ausgezeichnet. 